# Mas de la Muga
La Muga és una antiga masia reconvertida en un castell d'estil historicista al municipi de Bellvei (al Baix Penedès). El mas, que fou reconstruït amb els materials medievals de l'antic casal, ara es troba abandonat i enrunat. És un casal fortificat documentat el segle xi. El mas fou objecte d'una restauració poc afortunada precedida d'una destrucció per tal d'aprofitar els materials. Les reformes foren inspirades per una dona rica de Bellvei que volia viure còmodament fora de Bellvei però veient cada matí el seu poblet. El castell obtingué un aspecte carrincló. Avui dia el seu aspecte és deplorable, ja que, en ser abandonat, ha envellit molt de pressa a causa del temps i la incúria.
És un edifici declarat bé cultural d'interès nacional. És un castell situat al cim d'un turó, a 154 m d'altitud sobre el nivell del mar. Es troba en molt mal estat. Presenta encara alçades tres torres. A la banda lateral dreta en veiem dues de cilíndriques i emmerletades que presenten una torratxa i una sèrie de matacans sostinguts per cartel·les. A l'esquerra es pot veure una torre de tipus quadrangular rematada per merlets i amb un matacà. Malgrat estar molt enderrocat, encara es poden observar una sèrie de finestres rectangulars. L'edifici està realitzat en maó i ferro. En una fotografia del 1950 (Els castells catalans, Editorial Dalmau) es pot observar l'atac que ha patit l'edificació amb el pas dels anys.